# Papias d'Hiérapolis
Pour les articles homonymes, voir Papias (homonymie).
Papias (Παπίας Ἱεραπόλεως / ὁ Ἱεραπολίτης) est un évêque de Hiérapolis (Phrygie) de la première partie du IIe siècle. Il est considéré comme un saint par l'Église catholique, et sa mémoire est célébrée le 22 février.
Papias est connu pour avoir écrit un ouvrage en cinq livres intitulé Λογίων κυριακῶν ἐξηγήσις / Logiôn kyriakôn exêgêseis, titre généralement traduit par Explication des paroles du Seigneur. Après s’être mis en quête des derniers vestiges des traditions orales concernant la vie et les discours du Seigneur, il écrivit, vers 130, une Explication des sentences du Seigneur en cinq livres. Il ne nous en reste que de très rares fragments, cités par Irénée de Lyon et par Eusèbe de Césarée.
Par son ancienneté et par l’enquête menée auprès des derniers disciples des Apôtres, le témoignage de Papias est considéré comme vénérable et important.

## Les cinq livres de l'Explication des paroles du Seigneur

### Datation
L'œuvre de Papias est perdue et les informations à son sujet  « sont éparses et ne manquent pas d'être tendancieuses ». Sur base d'un fragment qui mentionne cet empereur, il semble qu'il ne faille pas faire remonter la rédaction de son œuvre avant le règne d'Hadrien (117-138). Selon Eusèbe de Césarée, il était évêque d’Hiérapolis, et contemporain de Polycarpe de Smyrne et d'Ignace d'Antioche.

### Sources
Suivant Eusèbe de Césarée, Papias, pour sa formation personnelle, se méfie des livres et leur préfère ce « qui vient d'une voix qui vit et reste ». Irénée de Lyon le présente comme « auditeur de [l'apôtre] Jean, de Polycarpe [de Syrne], homme ancien » et le classe parmi les successeurs des apôtres. Eusèbe de Césarée objecte à Irénée que Papias se présente comme disciple ou auditeur non pas des apôtres eux-mêmes mais de ceux qui les ont écoutés, les presbytres. 
Ainsi, d'après Eusèbe, Papias affirme : « Si quelque part venait quelqu'un qui avait été dans la compagnie des presbytres, je m'informais des paroles des presbytres : ce qu'ont dit André ou Pierre, ou Philippe, ou Thomas, ou Jacques, ou Jean, ou Matthieu, ou quelque autre des disciples du Seigneur ; et ce que disent Aristion et le presbytre Jean, disciples du Seigneur. Je ne pensais pas que les choses qui proviennent des livres me fussent aussi utiles que ce qui vient d'une parole vivante et durable. »
Par « presbytres » il faut entendre les « anciens ». Papias utilise le terme à la fois pour parler des membres du groupe des douze — qui seront appelés « Douze Apôtres » par la suite — et d'autres « anciens » qui ont d'après lui été aussi « disciples du Seigneur » et qu'il a rencontré personnellement, comme Aristion ou « Jean le presbytre » - distinct de Jean de Zébédée - ou encore un étranger de passage.
Le livre de Papias rapportait de nombreuses autres traditions, dont certaines proviendraient des filles de l'apôtre Philippe qui vivaient à Hiérapolis.

### Contenu
Papias s'enquiert notamment des origines des évangiles. Les presbytres qu'il interroge lui apprennent ainsi à s'enquérir de qui était ce Marc dont l'Évangile circulait alors dans les Églises d'Orient et quel crédit il fallait lui accorder.
Papias rapporte aussi divers événements relatifs au début de l’Église chrétienne :
- Il évoque une histoire de résurrection d'un mort qui serait arrivée du temps de Philippe ;
- Il raconte l'histoire de Justus dit Barsabas qui aurait bu du poison mortel sans désagrément[Note 2] ;
- Il mentionne dans son deuxième livre le martyre et la mort de Jean l'Apôtre, fils de Zébédée, infirmant ainsi la thèse de sa mort à un âge avancé[5] ; ainsi, dans la chronique ecclésiastique de Georges Hamartolos, un moine grec du IXe siècle, celui-ci affirme que Papias dit de Jean fils de Zébédée qu'il fut digne du martyre et mis à mort par les Juifs, « accomplissant ainsi clairement avec son frère la prophétie du Christ à leur sujet ». Ce passage semble également cité par Philippe de Sidè vers 430 : « Papias déclare dans son deuxième livre que Jean le Théologien et son frère Jacques furent mis à mort par les Juifs. » Cette mort en martyr, annoncée par le Christ dans le Nouveau Testament, est par ailleurs citée par plusieurs documents : un martyrologe syriaque de novembre 411 donnant la date du 27 décembre à la célébration du martyre des deux frères de Zébédée à Jérusalem, une inscription à Carmona près de Séville sur un pilier de l'église Santa Maria la Mayor datant d'environ 480, un missel de la cathédrale de Trèves rapportant après la lecture de Matthieu 20, 23 que les deux frères sont morts « ayant donné leur corps à Dieu », un sacramentaire conservé à Milan, et une homélie de 344 d'Aphraate, évêque d'Edesse[6]. La mort en martyr de Jean, fils de Zébédée, est aussi implicitement confirmée par Clément d'Alexandrie pour qui l'enseignement des Apôtres, y compris Paul, se termine à l'époque de Néron, mort en 68, ce qui exclut une mort de Jean de Zébédée en 98[7].
- D'après une scholie d'Apollinaire de Laodicée[Note 3], Papias connaissait une tradition populaire sur la mort de Judas, devenu tellement enflé qu'il ne pouvait plus passer là où une charrette passait aisément et qui finit écrasé par ladite charrette en répandant ses boyaux dans la rue.

### Critique
La critique et l'hypercritique peuvent s'exercer sur ce texte ; il n'en demeure pas moins que nous y apprenons ce que l'on pouvait savoir de Marc dans une église d'Asie mineure au début du IIe siècle, et que sur la source d'aucun autre texte évangélique, on ne nous a transmis d'élément aussi clair.
Papias parle aussi de Matthieu. Eusèbe ne cite qu'une phrase dont le contexte manque cruellement : « Sur Matthieu il dit ceci : Matthieu réunit donc en langue hébraïque les logia (de Jésus) et chacun les interpréta comme il en était capable ».
Cette phrase a fait noircir des volumes entiers d'interprétations et de commentaires — et il en faudrait un autre pour les résumer même succinctement. Essayons simplement d'en cerner l'enjeu.
L'identité de Matthieu est-elle celle de l'évangéliste ?

Eusèbe, soupçonneux, n'hésite pas. Pour Papias, il paraît clair, au vu des fragments conservés, que Matthieu est l'apôtre. Mais Papias connaissait-il l'évangile grec de Matthieu ?

Tout dépend du sens exact qu'on donne ici au mot logia. Si on lui donne le sens de récit ou d'histoire, ces Logia de Jésus sont bien près d'être un évangile. La phrase de Papias constitue alors le seul document qui attesterait de l'existence d'un original araméen de l'évangile grec que nous connaissons. Si on donne à Logia simplement le sens de paroles — avec le sens dérivé de « recueil de paroles magistrales » devenu quasi-technique dans le langage religieux du temps — on se trouverait alors en présence d'un recueil disparu de paroles attribuées à Jésus. Cela satisferait bien ceux des spécialistes modernes du Nouveau Testament (sans doute la majorité) qui cherchent la solution du problème des synoptiques dans l'une ou l'autre variante de l'hypothèse dite « des deux sources », laquelle implique que les évangiles de Matthieu et de Luc dépendent justement d'un tel recueil (qu'on appelle source Q dans le jargon technique). La phrase de Papias est régulièrement sollicitée pour appuyer la légitimité de l'hypothèse. Certains seraient même tentés de voir la source Q elle-même dans ces Logia perdues, mais c'est alors soulever de nouvelles difficultés, à moins que Papias ne les soulève lui-même.

Car la fin sibylline de la phrase pose elle aussi problème. Elle s'éclaircirait si l'on pouvait comprendre : « et chacun les traduisit comme il put ». Certains traducteurs n'hésitent pas, mais n'est-ce pas forcer le sens ? En tout cas, cela suppose qu'au temps de Papias, il y avait au moins des interprétations divergentes de ces logia et que pour lui-même (ou plutôt pour son informateur, car il est peu probable que Papias ait compris l'araméen), seul l'original apostolique méritait confiance. La phrase se comprendrait mieux si Papias ne connaissait pas l'évangile grec. S'il le connaissait (ce qu'il serait raisonnable de penser), l'attribuait-il à Matthieu lui-même ou à l'un de ceux qui interprétaient les logia « comme il en était capable » ?

## Autres traditions sur Papias
Papias fut un partisan du millénarisme, qui fut très répandu au IIe siècle et qui se retrouve chez Justin de Naplouse, Irénée de Lyon, ou Tertullien.
Une autre tradition lui attribue un rôle dans la rédaction du quatrième Évangile. En effet, dans le contexte de la polémique contre Marcion, on remarque que la communauté chrétienne de Rome a produit un canon complet des quatre Évangiles, faisant précéder trois d'entre eux, Luc, Marc et Jean d'un court prologue dont le dernier est particulièrement anti-marcionite. Le prologue du prologue de l’Évangile de Jean dit : « L’Évangile de Jean a été révélé aux Églises par Jean alors qu'il était encore vivant, tout comme Papias de Hiérapolis, le proche disciple de Jean l'a relaté dans son travail exotérique, plus précisément dans le dernier de ses cinq ouvrages. Il a mis par écrit l’Évangile que Jean lui dictait soigneusement,,,. » Le prologue du prologue de Jean date peut-être des années 150-160, dans la mesure où la rupture de Marcion avec la communauté chrétienne de Rome date des années 140.

## Jugement d'Eusèbe de Césarée
Eusèbe de Césarée, historien du IVe siècle, était hostile au millénarisme et à l'Apocalypse. D'après lui, Papias croyait au Règne du Christ de mille ans mais il est en complet désaccord avec lui sur ce point. De ce fait, il ne l'apprécie guère et il le décrit, bien que ne l'ayant pas connu et écrivant deux siècles après lui, comme un homme d'intelligence médiocre, « comme le montrent ses livres ». Il lui reproche de propager « des enseignements bizarres et fabuleux » : « …il a dit qu'il y aura mille ans après la résurrection des morts et que le règne du Christ aura lieu corporellement sur cette terre. Je pense qu'il suppose tout cela après avoir compris de travers les récits des apôtres, et qu'il n'a pas saisi les choses dites par eux en figures et d'une manière symbolique… ».
De plus, Eusèbe rend Papias responsable du fait qu'« un très grand nombre d'écrivains ecclésiastiques (…) ont adopté la même opinion que lui, confiants dans son antiquité : c'est ce qui s'est produit pour Irénée… ». Or, dans son Adversus Hæreses, c'est bien dans le chapitre final sur le millénarisme qu'Irénée cite ce qu'il donne comme un enseignement de Jean d'après le livre IV de Papias, lui-même promu presbytre :
« Il viendra des jours où des vignes croîtront, qui auront chacune dix mille ceps, et sur chaque cep dix mille branches, et sur chaque branche dix mille bourgeons, et sur chaque bourgeon dix mille grappes, et sur chaque grappe dix mille grains, et chaque grain pressé donnera vingt-cinq métrètes de vin. Et lorsque l'un des saints cueillera une grappe, une autre grappe lui criera : Je suis meilleure, cueille-moi et, par moi, bénis le Seigneur ! De même le grain de blé produira dix mille épis, chaque épi aura dix mille grains et chaque grain donnera cinq chénices de belle farine ; et il en sera de même, toute proportion gardée, pour les autres fruits, pour les semences et pour l'herbe. Et tous les animaux, usant de cette nourriture qu'ils recevront de la terre, vivront en paix et en harmonie les uns avec les autres et seront pleinement soumis aux hommes » (trad. A. Rousseau).
Papias n'a sans doute pas eu l'importance que lui donne Eusèbe pour la déplorer, mais ce texte suffit à faire regretter à l'historien la perte d'une source précieuse pour la connaissance du millénarisme antique. Il existe d'autres fragments, plus ou moins solidement attribués à Papias, et qui ne sont guère importants (même si on s'en est servi pour des discussions sur les Épîtres de Jean). Les autres auteurs qui parlent de lui (Jérôme, Philippe de Sidè, etc.) reprennent Eusèbe et n'ajoutent pas grand-chose. Quant au martyre de Papias, il n'y a sans doute que des confusions avec des homonymes.